# Gentofte Sportspark
Il Gentofte Sportspark (in precedenza Gentofte Stadion) è uno stadio utilizzato il calcio e il football americano. È utilizzato per gli incontri casalinghi dai Copenhagen Towers.

## Football americano
Al Gentofte Sportspark sono stati giocati alcuni incontri internazionali di football americano.

### Campionato europeo Under-19

#### Qualificazioni all'edizione 2013
| Gentofte 6 aprile 2013 | Danimarca | 27 – 6 (7-0 0-6 7-0 13-0) referto | Finlandia | Gentofte Sportspark (600 spett.) |

### IFAF Europe Champions League

#### Edizione 2014
| Gentofte 17 maggio 2014 4ª giornata | Copenhagen Towers | 20 – 30 (0-7 14-7 6-10 0-6) | Örebro Black Knights | Gentofte Sportspark |

#### Edizione 2015
| Gentofte 18 aprile 2015, ore 13:00 1ª giornata | Copenhagen Towers | 9 – 34 (0-7 0-7 7-13 2-7) | Carlstad Crusaders | Gentofte Sportspark |

### IFAF Northern European Football League
| Gentofte 1º aprile 2017, ore 13:00 1ª giornata | Copenhagen Towers | 8 – 25 | Carlstad Crusaders | Gentofte Sportspark |

### EFAF Cup

#### Edizione 2013
| Gentofte 22 aprile 2013, ore 15:00 4ª giornata | Copenhagen Towers | 20 – 18 (0-0 14-3 0-15 6-0) | London Blitz | Gentofte Sportspark |

### Euro Cup

#### Edizione 1996
| Gentofte 1996 | Copenhagen Towers | 14 – 50 | Rotterdam Trojans | Gentofte Sportspark |

## Concerti
Il Gentofte Stadion ha ospitato molti concerti, tra cui;
- Supertramp - 1983
- Genesis (con Phil Collins) - Invisible Touch Tour - 5 giugno 1987
- Pink Floyd - A Momentary Lapse of Reason Tour - 31 luglio 1988
- Simple Minds - 1989
- Tina Turner - Foreign Affair: The Farewell Tour - 22 maggio 1990
- Prince & The New Power Generation - Nude Tour, con Mavis Staples - 4 giugno 1990
- ZZ Top - Recycler World Tour , con Bryan Adams - 12 giugno 1991
- AC/DC, Metallica, Pantera, Mötley Crüe, Queensrÿche e The Black Crowes - Monsters of Rock - 10 agosto 1991
- Michael Jackson - Dangerous World Tour - 20 luglio 1992 (tutto esaurito, 43000 spettatori.)
- Dire Straits - 1992
- Metallica - Nowhere Else to Roam Tour, con The Cult e Suicidal Tendencies - 28 maggio 1993
- Guns N' Roses - Use Your Illusion Tour - 8 giugno 1993
- U2 - Zoo TV Tour, con PJ Harvey e Stereo MC's - 27 luglio 1993
- Bruce Springsteen - 1993
- Brian Adams - 1994
- Rammstein (Giants of Rock) - 2005
- The Pussycat Dolls - Doll Domination Tour - 22 agosto 2009